# Scopula margaritaria
Scopula margaritaria là một loài bướm đêm trong họ Geometridae.